# Cécile Morrisson
Cécile Morrisson (Dinan, 16 giugno 1940) è una numismatica e bizantinista francese.

## Biografia
Dopo aver studiato alla École normale supérieure de jeunes filles a Sèvres (1958-1963) è stata fino al 2000 collaboratrice scientifica al CNRS.  Dal 1988 al 1990 ha diretto il  Cabinet des Médailles della Biblioteca nazionale di Francia a Parigi, dal 1998 al 2000 ha diretto il Centre d'histoire et civilisation de Byzance. Dal 1998 è Advisor for Byzantine numismatics a Dumbarton Oaks.
I suoi campi principali di ricerca sono la storia monetaria e dell'economia del mondo bizantino, il suo primo libro, pubblicato nel 1969, riguardava le Crociate. Il progetto di ricerca corrente è il completamento del catalogo delle monete bizantine del Cabinet des Médailles dal tempo della conquista di Costantinopoli nel 1204 fino alla sua caduta definitiva nel 1453.
Nel 1994 è stata premiata con la Medaglia della Royal Numismatic Society, nel 1995 le è stata assegnata la Archer M. Huntington Medal della American Numismatic Society e nel 1998 la Medaglia d'argento del CNRS. Dal 2008 Morrisson è membro corrispondente della Académie des Inscriptions et Belles-Lettres e della Accademia di Atene, e dal 2009 anche della Medieval Academy of America.

## Pubblicazioni scelte
- Catalogue des monnaies byzantines de la Bibliothèque Nationale. 2 voll., Paris 1970 (dal 491 al 1204)
- Monnaie et finances à Byzance. Aldershot: Variorum 1994 ISBN 0-86078-401-0 (Raccolta di articoli)
- (curatela): Le monde byzantin. 1: L'empire romain d'Orient: 330-641. Paris 2004 ISBN 2-13-052006-5
  - (trad. ital.: Il mondo bizantino, Einaudi, voll. 1-3, 2007-2013)
- con Angeliki E. Laiou: The Byzantine economy . Cambridge u.a. 2007 ISBN 978-0-521-84978-4